# 302省道 (福建省)
302省道，又名联九线，是中华人民共和国福建省的省道之一。
302省道路线起点位于南平市政和县石屯镇，终于建阳区麻沙镇。